# Kanton Istres
Der Kanton Istres ist ein französischer Wahlkreis im Département Bouches-du-Rhône in der Region Provence-Alpes-Côte d’Azur. Er umfasst drei Gemeinden. Bei der landesweiten Neuordnung der französischen Kantone wurde er 2015 neu geschaffen.

## Gemeinden
Der Kanton besteht aus drei Gemeinden mit insgesamt 65.734 Einwohnern (Stand: 1. Januar 2022) auf einer Gesamtfläche von 227,06 km²:
| Gemeinde                 | Einwohner 1. Januar 2022 | Fläche km² | Dichte Einw./km² | Code INSEE | Postleitzahl |
| ------------------------ | ------------------------ | ---------- | ---------------- | ---------- | ------------ |
| Fos-sur-Mer              | 15.694                   | 92,31      | 170              | 13039      | 13270        |
| Istres                   | 44.044                   | 113,73     | 387              | 13047      | 13118, 13800 |
| Saint-Mitre-les-Remparts | 5.996                    | 21,02      | 285              | 13098      | 13920        |
| Kanton Istres            | 65.734                   | 227,06     | 290              | 1310       | –            |

## Politik
| Vertreter im Departementrat | Vertreter im Departementrat | Vertreter im Departementrat |
| Amtszeit                    | Namen                       | Partei                      |
| --------------------------- | --------------------------- | --------------------------- |
| 2015–                       | Nicole Joulia René Raimondi | PS                          |